# Mongolia na Letnich Igrzyskach Olimpijskich 2000
Mongolię na Letnich Igrzyskach Olimpijskich 2000 reprezentowało 20 zawodników, 12 mężczyzn i 8 kobiet.

## Skład kadry

### Boks
Mężczyźni
- Tümencecegijn Üjtümen - waga lekka, do 60 kg (odpadł w 1 rundzie)

### Judo
Mężczyźni
- Badmaanjambuugijn Bat-Erdene
- Batdżarglyn Odchüü
- Dordżpalamyn Narmandach
- Pürewdordżijn Njamlchagwa
- Cend-Ajuuszijn Oczirbat

Kobiety
- Dordżgotowyn Cerenchand
- Chiszigbatyn Erdent-Od
- Rambuugijn Daszdulam

### Lekkoatletyka
Mężczyźni
- Puncag-Ocziryn Pürewsüren - bieg na 800 m (odpadł w 1 rundzie eliminacji)

Kobiety
- Baatarchüügijn Batceceg - bieg na 5000 m (odpadła w 1 rundzie eliminacji)

### Pływanie
Mężczyźni
- Ganaagijn Galbadrach - 100 m stylem dowolnym (odpadł w eliminacjach)

Kobiety
- Sandżaadżamcyn Altantujaa - 100 m stylem dowolnym (odpadła w eliminacjach)

### Strzelectwo
Kobiety
- Otrjadyn Gündegmaa
- Dordżsurengijn Mönchbajar
- Dzorigtyn Batchujag

### Zapasy
Mężczyźni
- Dolgorsürengijn Sumjaabadzar
- Ojuunbilegijn Pürewbaatar
- Tümen-Öldzijn Mönchbajar
- Tümendemberelijn Dzüünbajan